# Gonospira duponti
Gonospira duponti é uma espécie de gastrópode  da família Streptaxidae.
É endémica de Maurícia.